# Minardi M192
Der Minardi M192 war ein von Aldo Costa entworfener und vom Minardi-Team für die Formel-1-Saison 1992 gebauter Formel 1 Rennwagen. Das Auto wurde vom Lamborghini V12-Motor angetrieben und fuhr auf Goodyear-Reifen. Der M192 kam erstmals beim Grand Prix von San Marino zum Einsatz und erzielte sein bestes Ergebnis mit dem 6. Platz von Christian Fittipaldi beim Grand Prix von Japan. Damit holte Minardi den ersten und einzigen Punkt der Saison.

## Design und Entwicklung
Nach der Saison 1991, in der Minardi sechs Punkte für den siebten Platz in der Konstrukteurswertung holte, wurden einige Änderungen vorgenommen. Insbesondere wurden die teuren Ferrari-V12-Motoren, die das Team verwendet hatte, für 1992 durch Lamborghini 3512 V12-Motoren ersetzt. Diese Änderung sparte dem Team rund 20 % seiner Motorkosten, allerdings wog der V12 ganze 145 kg. Er hatte einen Hubraum von 3493 ccm und eine Leistung von 730 PS. Ab dem Großen Preis von Italien 1992 erhielt das Team leistungsgesteigerte Motoren der Spezifikation B. Minardi sicherte sich nicht nur die Verwendung des Lamborghini V12, sondern erhielt auch das 6-Gang-Quergetriebe des Herstellers.
Der von Aldo Costa entworfene M192 sollte mit aerodynamischem Input von Rene Hilhorst ein steiferes Chassis als der M191 haben. Das Monocoque-Chassis bestand aus Kohlefaser und war mit einer Doppelquerlenker-Schubstangenaufhängung mit je zwei Koni-Federn vorne und hinten ausgestattet. Die vorderen Stoßdämpfer waren außen montiert, wodurch sie bei Bedarf leichter eingestellt werden konnten. Die Bremsen waren von Brembo. Die Lenkung war von Minardi, und das Auto fuhr auf Goodyear-Reifen.  Sponsoring erfolgte durch verschiedene Unternehmen, darunter SCM, Sabiem, Resta, AST, IBF, Calcestruzzi und CIFA. Der Wagen wurde in einem überwiegend schwarzen Farbschema mit weißen und gelben Streifen präsentiert.